# Stara Wieś (gmina w powiecie mińskim)
Stara Wieś – dawna gmina wiejska istniejąca w XIX wieku w guberni warszawskiej. Siedzibą władz gminy była Stara Wieś.
Za Królestwa Polskiego gmina Stara Wieś należała do powiatu mińskiego w guberni warszawskiej. Gmina została zniesiona postanowieniem z 29 grudnia 1867, obowiązującym od  10 stycznia 1868, a gmina włączona głównie do gminy Kołbiel.